# Svend Harboe
Svend Gunnersen Harboe (26. december 1895 i København – 17. februar 1992 i Ordrup) var en dansk arkitekt, far til Knud Peter Harboe.
Hans forældre var civilingeniør og direktør Peder Gunnersen Harboe og Louise Cathrine Henriette født Heilmann. Harboe blev student fra Roskilde Katedralskole 1915, var i murerlære og blev uddannet arkitekt på Kunstakademiets Arkitektskole 1916-24. I studietiden var han ansat hos Alf Jørgensen, Helge Bojsen-Møller og Heinrich Wenck. 
Han var med K.A. Larssens og Hustru L.M. Larssens født Thodbergs Legat på studierejser i Italien, England, Frankrig og Tyskland og drev selvstændig virksomhed fra 1923. Fra 1934 arbejdede han sammen med Helge Finsen. Han blev tildelt Norstålprisen for 1963.
Harboe blev gift 15. november 1924 i Svendborg med Gudrun Ellen Halberg (18. september 1896 smst. - 17. november 1980), datter af tobaksfabrikant Harald Andreas Halberg og Ida Marie født Wildschiødtz. 

## Værker
- Holbæk Amts Sparekasse (1924, præmieret)

Sammen med Helge Finsen:
- Skovfogedbolig, Frederiksdal (1934)
- Villa, Parkovsvej 6, Gentofte (1934-35)
- Villaer, Berlingsbakke 8 (Finsens eget hus) og 20, Ordrup (1934-35)
- Albert Leths Stiftelse ved Herlufsholm (1934-35)
- Villa, Svanevænget 36, København (1936)
- Villa, Tuborgvej 90, Hellerup (1936)
- Villa, Ordrupvej 34, Ordrup (1936-37, nedrevet 1983)
- Rungsted Golfklubs klubhus, Rungsted (1936, præmieret)
- Skotøjsfabrik for Jørgen Petersen og Co., Bernhard Bangs Allé 26, Frederiksberg (1937)
- Sygeplejerskebolig ved Københavns Sygehjem, nu plejecentret Holmegårdsparken, Ordrupvej 30 (1938-39)
- Københavns Smørrebrød A/S, Ingerslevsgade 60, København (1939)
- Administrations- og laboratoriebygning for Hasle Klinker A/S, Rabækkeværket, Bornholm (1943)
- Projekt til bebyggelse og ombygning af Herlufsholm (1944)
- Carl Allers Etablissement A/S, Vigerslev Allé 18, Valby (1945-52, nu ombygget)
- Administrationsbygning og påfyldningsanlæg for Kosangas i Middelfart, Aarhus og Køge (ca. 1948-55)

### Dekorative arbejder
- Sarkofag for grosserer Lohse og hustru, Holmens Kirkes kapel (1938)
- Mindestøtte for Herluf Trolle, Lillö, Skåne (1943)
- Møbeltegninger